# BMD-1
BMD-1 هي مركبة قتال المشاة السوفيتية المحمولة جواً، وهي مجنزرة برمائية، تم تقديمها في عام 1969. ويمكن إنزالها بالمظلة وعلى الرغم من أنها تشبه BMP-1 فهي في الواقع أصغر من ذلك بكثير. وقد تحيث عدة نسخ منها BMD-1، وBMD-2.

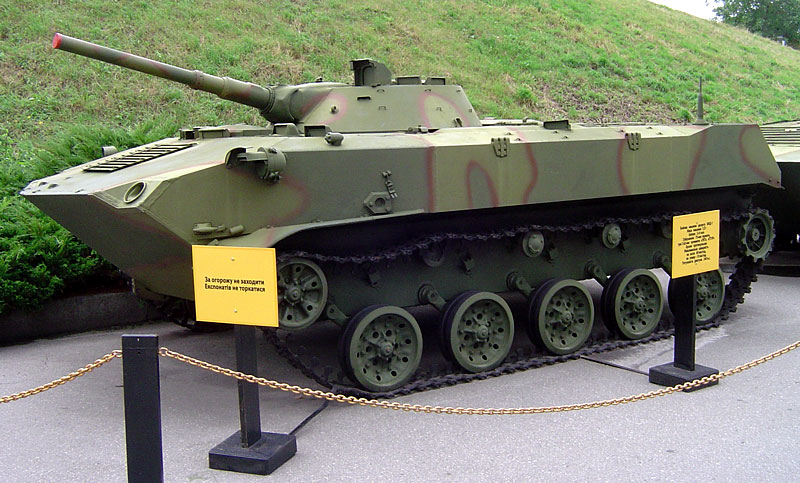
مركبة BMD-1 في كييف

## التصميم
- تم تصميمها: في مصنع جرارات فولغوغراد.
-الوزن 7.5 طن
8.3 طن (وزن القتال)
-طول 5.41 م.
-عرض 2.53 م.
-ارتفاع 1.97 م.
-الطاقم 2 (سائق، مدفعي) + 4 جنود (بما في ذلك قائد ومدفعي آلة).
-سرعة 80 كم / ساعة (الطريق).
-نطاق التشغيل:
600 كم (الطريق)
116 كم (الماء)
10 كم / ساعة (السباحة).
-سعة خزان الوقود 300 لتر.

## المستخدمون

### مستخدمون حاليون
- أنغولا
- أرمينيا 10
- أذربيجان 41

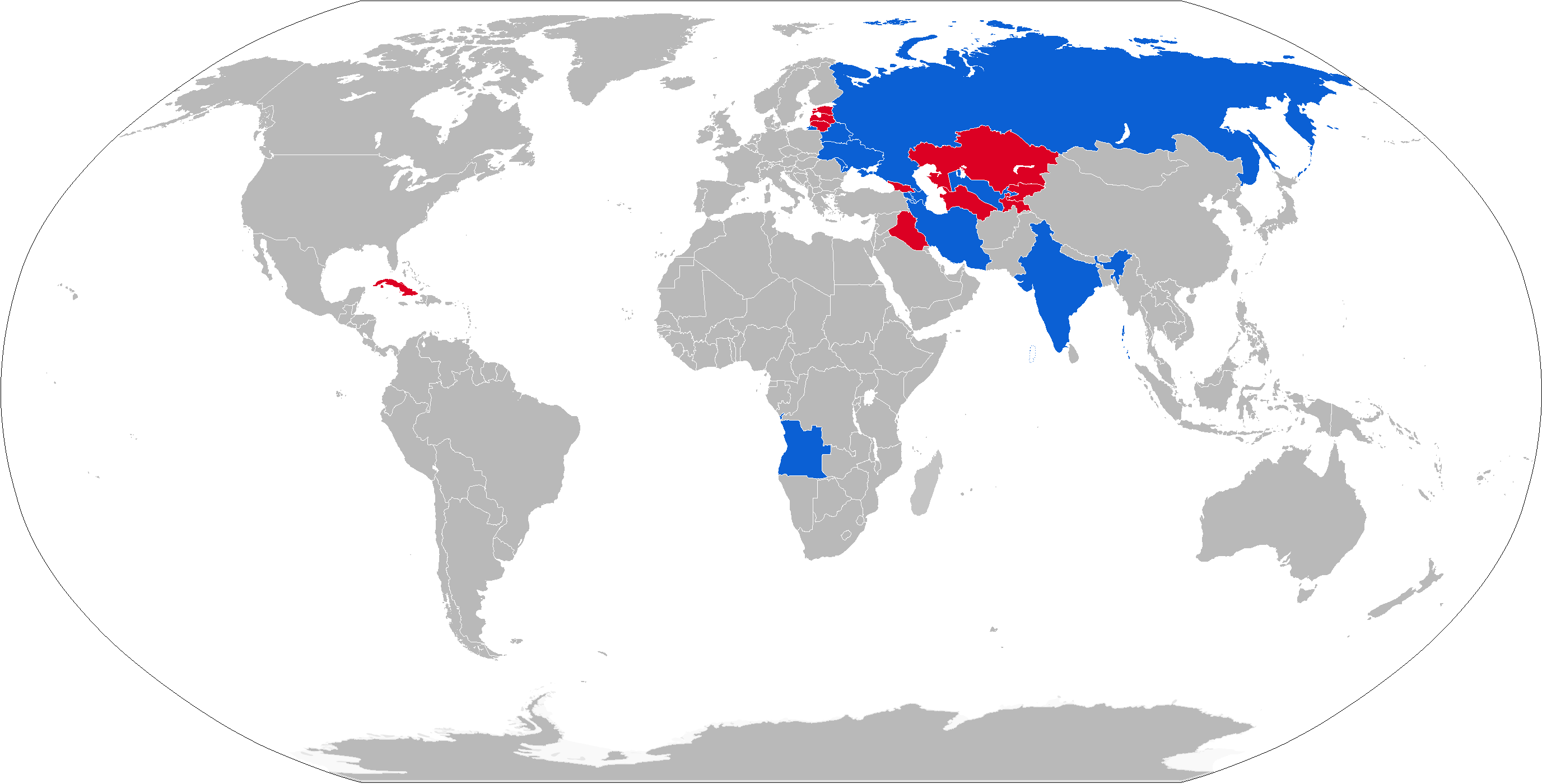
الدول المستعملة للسلاح

- بيلاروس 124 في 1995 و154 في 2000[1][2]
- الهند
- إيران 200 عام 1998
- مولدوفا
- روسيا
- أوكرانيا 61 عام 2000 و2005[1][3]
- أوزبكستان 110 عام 1995 و120 عامي 2000 و2005<[4]

### مستخدمون سابقون
- كوبا
- العراق[5]
- الاتحاد السوفيتي